# Ariane Kah
Pour les articles homonymes, voir Kah.
Ariane Kah, née Ariane Kouyoumdjian à Marseille, est une actrice française de cinéma et de télévision.

## Filmographie
- 1985 : Cameroon Connection
- 1986 : L'Unique : la secrétaire
- 1986 : La Machine à découdre : la voisine de Betty
- 1987 : Le Miraculé : la dame nue
- 1988 : Les Saisons du plaisir : une congressiste
- 1988 : Camille Claudel : la femme accroupie
- 1989 : Personne ne m'aime (téléfilm) : Chiss
- 1991 : Rossini! Rossini!
- 1994 : Les Filles d'à côté (série télévisée) : Béatrice 'Jument Fringante'
- 1999 : Méditerranées : Juliette
- 2000 : On fait comme on a dit : la chauffeuse du bus
- 2004 : Touristes? Oh yes!
- 2004 : Navarro (série télévisée) : Nicole
- 2005 : Grabuge !
- 2006 : Léa Parker (série télévisée) : Amalia Garcia
- 2009 : Black Out
- 2011 : Fais pas ci, fais pas ça (série télévisée) : Belle sur Mamita 1
- 2012 : Paris-Manhattan : la dernière cliente
- 2012 : Moi à ton âge (téléfilm) : professeure Mme Pintot
- 2013 : Pola (court métrage)
- 2015 : Il duello (court métrage) : la mère